# Ask och Embla

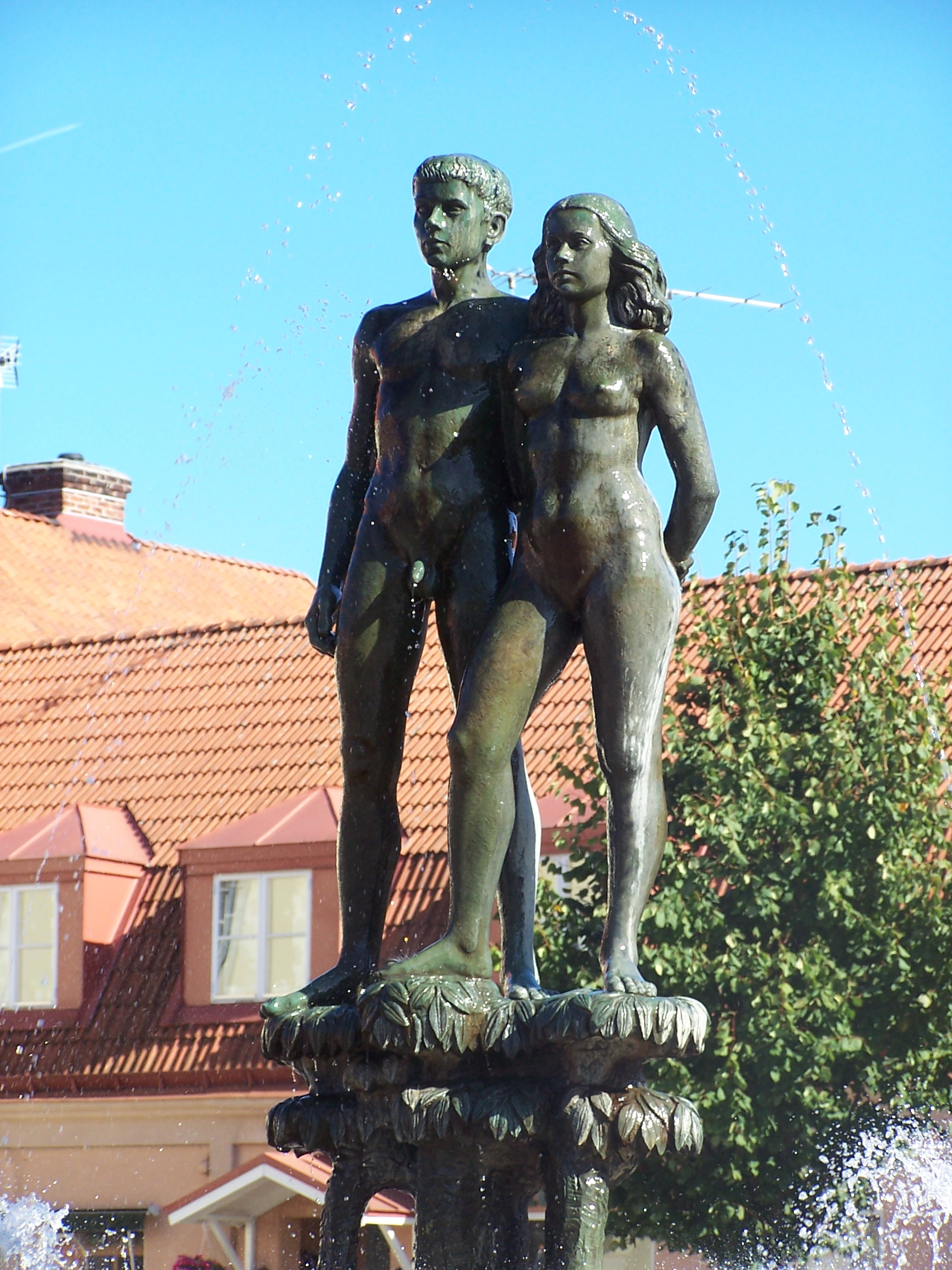
Ask och Embla. Skulptur av Stig Blomberg 1948 i Sölvesborg

Ask var den förste mannen och Embla den första kvinnan i nordisk mytologi. 
I den nordiska kosmogonin är det Oden, som tillsammans med Höner och Lodur (eller Vile och Ve enligt Snorre), skapade de första människorna. De kom vandrande till havets strand och fann där två trädstammar: en ask och en alm. Oden, som även kallas Gautr (gjutaren), göt liv i dem - asken blev den förste mannen Ask och almen blev den första kvinnan Embla, människornas stammoder. Därefter gav Höner dem förstånd och rörelseförmåga och Lodur gav dem känsloliv och sinnen. De fick bo i Midgård. De omtalas i diktverket Völuspa och i Snorres Edda.
En variant till namnet Ask är Asker  hos Tegnér för versens skull.
| Unz þrír kvámu ór því liði öflgir ok ástkir æsir at húsi, fundu á landi lítt megandi Ask ok Emblu örlöglausa. Önd þau ne áttu, óð þau ne höfðu, lá né læti né litu góða; önd gaf Óðinn, óð gaf Hœnir, lá gaf Lóðurr ok litu góða. Völuspá 17–18. | Tills ur den skaran trenne asar, kraftiga och kärleksfulla, kommo till ett hus. De funno på land föga förmående Ask och Embla utan livsmål. Ande de ej ägde, omdöme ej hade, ej livssaft, ej läte, ej livlig färg. Ande gav Oden, omdöme Höner, livssaft gav Lodur och livlig färg. Översättning: Erik Brate, 1913. | Sedan kom tre utav den flocken mäktiga och milda på gården. På stranden fann de två livlösa Ask och Embla utan öde. De hade ej ande de ägde ej kraft ej blod eller röst eller rosig hy. Ande gav Oden kraft gav Höne blod gav Lodurr och blomstrande hy. Översättning: Lars Lönnroth, 2016. |  |

Världsträdet Yggdrasil skildras ibland som en ask och man har spekulerat om den ger uttryck för en form av holistisk naturtro, där människan är en del av den stora andliga verkligheten. Man menar också att den bibliska förebilden till Ask och Embla är påtaglig.
Embla var den första kvinnan och tolkningen av hennes namn är omtvistad, även om många föredrar tolkningen "alm".